# هشت و چهل‌وچهار
هشت و چهل‌وچهار، رمانی نوشتهٔ کاوه فولادی‌نسب است که در سال ۱۳۹۵ توسط نشر چشمه منتشر شد.این کتاب اولین رمان و دومین اثر داستانی فولادی‌نسب (بعد از مجموعه‌داستان «مزار در همین حوالی») است که با درون‌مایه‌ای تاریخی-اجتماعی نوشته شده‌است. داستان حول محور زمان می‌چرخد و با روایتی غیرخطی، سیالیت زمان را روایت می‌کند. استفاده از زاویه‌دید سوم‌شخص، امکان مرور خاطرات سه‌نسل از آدم‌های یک خانواده را به خواننده می‌دهد. تهران در این رمان نقشی کلیدی دارد و به یکی از شخصیت‌های مهم داستان تبدیل شده‌است. از این ره، خواننده امکان شهرگردی پیدا می‌کند و گشتی در تاریخ چند دههٔ اخیر پایتخت نیز می‌زند. این رمان در ۲۴ فصل روایت شده‌است.
این رمان در طی این سال‌ها از سوی برخی نویسندگان و روزنامه‌نگاران مورد نقد و بررسی قرار گرفته‌است. همچنین مسعود بهنود، روزنامه‌نگار مقیم لندن در روز سه‌شنبه ۲۰ اسفند ۱۳۹۸، کتاب «هشت و چهل‌وچهار» به قلم کاوه فولادی‌نسب را در رادیو بی‌بی‌سی فارسی معرفی کرده‌است.

## خلاصه رمان
«هشت و چهل‌وچهار» بیست‌وچهار ساعت از زندگی مرد مجردی به نام نیاسان را روایت می‌کند که شغلش ساعت‌سازی و ساعت‌فروشی است. نیاسان مرد منظم و دقیقی است که دوستان اندکی دارد و تنهایی و انزوا را به شلوغی و معاشرت ترجیح می‌دهد. او علاقه‌مند به پرسه‌زنی در شهر و تهران‌گردی است و در بیشتر اوقات یا کتاب می‌خواند یا خاطراتش را مرور می‌کند. بزنگاه زندگی او روز آخر سال است که پس از گردش در شهر و دیدار مردگان و زندگان، در مسیر بازگشت به خانه‌اش گرفتار یک سانحهٔ رانندگی می‌شود. او وقتی در بیمارستان به هوش می‌آید، زنی ظاهراً ناشناس به نام آنا را کنار بسترش می‌بیند که عاشقانه او را تیمار می‌کند. ‌رمان «هشت و چهل‌وچهار» با همین صحنه است که شروع می‌شود. ادامهٔ داستان در دو بخش روایت می‌شود؛ بخش ذهنی که در ذهن نیاسان و حول خاطرات او می‌گذرد و بخش عینی که در بیمارستان و حضور آنا رخ می‌دهد. در خلال این رفت‌وبرگشت‌های زمانی و با تکیه بر عدم‌قطعیت ماجراها به‌خاطر وضعیت نیاسان، تعلیق داستان مدام و مدام بیشتر می‌شود. کاوه فولادی‌نسب در این رمان توجه خواننده را به مسئلهٔ زمان و نسبی بودن آن جلب می‌کند و امکان سفر در زمان‌های موازی را در اختیار او قرار می‌دهد.

## فیلم
در زمستان سال ۱۳۹۶ توسط گروه شهرسازی و معماری کومه یک پرفورمنس آرت مجازی از روی رمان هشت و چهل‌وچهار ساخته شد که به صورت اسکیس-رمان صوتی در هفت قسمت به نمایش درآمد.   
در تابستان سال ۱۳۹۸ یک فیلم کوتاه با اقتباس از روی رمان هشت و چهل‌وچهار با همین عنوان، به کارگردانی مهرداد ناعمی   و مشاور کارگردانی حمیدرضا چارکچیان  ساخته شد.

## پژوهش
در سال‌های ۱۳۹۷ و ۱۳۹۸ توسط دانشجویان دکتر سید محسن حبیبی  در دانشگاه تهران، واحد درسی «شهر و شهرسازی معاصر»، پژوهشی در رابطه با رمان هشت و چهل‌وچهار و نقش شهر در این رمان انجام شد. ماحصل این پژوهش سه مقاله بود که توسط دانشجویان مقطع کارشناسی ارشد دانشگاه تهران به سرانجام رسید.   